# Lehliu
Lehliu est une commune située dans le județ de Călărași, en Roumanie.

## Géographie
Lehliu comprend deux villages, Lehliu et Săpunari.

## Démographie
En 2011, la population de Ștefan cel Mare comptait 2 730 habitants.